# Íjászat a 2024. évi nyári olimpiai játékokon
A 2024. évi nyári olimpiai játékokon az íjászatban öt versenyszámban avattak olimpiai bajnokot. A versenyszámokat július 25. és augusztus 4. között rendezték. A versenyeken 64 férfi és 64 női sportoló vehetett részt.

## Részt vevő nemzetek
- Amerikai Virgin-szigetek (ISV) (1 – 1 férfi)
- Argentína (ARG) (1 – 1 férfi)
- Ausztrália (AUS) (2 – 1 férfi, 1 nő)
- Ausztria (AUT) (1 – 1 nő)
- Azerbajdzsán (AZE) (1 – 1 nő)
- Banglades (BAN) (1 – 1 férfi)
- Bhután (BHU) (1 – 1 férfi)
- Brazília (BRA) (2 – 1 férfi, 1 nő)
- Chile (CHI) (1 – 1 férfi)
- Csád (CHA) (1 – 1 férfi)
- Csehország (CZE) (2 – 1 férfi, 1 nő)
- Dánia (DEN) (1 – 1 nő)
- Dél-afrikai Köztársaság (RSA) (1 – 1 férfi)
- Dél-Korea (KOR) (6 – 3 férfi, 3 nő)
- Egyesült Államok (USA) (4 – 1 férfi, 3 nő)
- Egyiptom (EGY) (2 – 1 férfi, 1 nő)
- Észtország (EST) (1 – 1 nő)
- Finnország (FIN) (1 – 1 férfi)
- Franciaország (FRA) (6 – 3 férfi, 3 nő)
- Guinea (GUI) (1 – 1 nő)
- Hollandia (NED) (4 – 1 férfi, 3 nő)
- India (IND) (6 – 3 férfi, 3 nő)
- Indonézia (INA) (4 – 1 férfi, 3 nő)
- Irán (IRI) (1 – 1 nő)
- Izrael (ISR) (2 – 1 férfi, 1 nő)
- Japán (JPN) (4 – 3 férfi, 1 nő)
- Kanada (CAN) (2 – 1 férfi, 1 nő)
- Kazahsztán (KAZ) (3 – 3 férfi)
- Kína (CHN) (6 – 3 férfi, 3 nő)
- Kolumbia (COL) (4 – 3 férfi, 1 nő)
- Kuba (CUB) (1 – 1 férfi)
- Lengyelország (POL) (1 – 1 nő)
- Luxemburg (LUX) (1 – 1 férfi)
- Malajzia (MAS) (3 – 3 nő)
- Mexikó (MEX) (6 – 3 férfi, 3 nő)
- Moldova (MDA) (2 – 1 férfi, 1 nő)
- Mongólia (MGL) (1 – 1 férfi)
- Nagy-Britannia (GBR) (6 – 3 férfi, 3 nő)
- Németország (GER) (4 – 1 férfi, 3 nő)
- Olaszország (ITA) (4 – 3 férfi, 1 nő)
- Puerto Rico (PUR) (1 – 1 nő)
- Románia (ROU) (1 – 1 nő)
- Salvador (ESA) (1 – 1 férfi)
- San Marino (SMR) (1 – 1 nő)
- Spanyolország (ESP) (2 – 1 férfi, 1 nő)
- Szlovákia (SVK) (1 – 1 nő)
- Szlovénia (SLO) (2 – 1 férfi, 1 nő)
- Tajvan (TPE) (6 – 3 férfi, 3 nő)
- Törökország (TUR) (4 – 3 férfi, 1 nő)
- Tunézia (TUN) (1 – 1 nő)
- Ukrajna (UKR) (2 – 1 férfi, 1 nő)
- Üzbegisztán (UZB) (2 – 1 férfi, 1 nő)
- Vietnám (VIE) (2 – 1 férfi, 1 nő)

## Éremtáblázat
| A 2024. évi nyári olimpiai játékok éremtáblázata íjászatban | A 2024. évi nyári olimpiai játékok éremtáblázata íjászatban | A 2024. évi nyári olimpiai játékok éremtáblázata íjászatban | A 2024. évi nyári olimpiai játékok éremtáblázata íjászatban | A 2024. évi nyári olimpiai játékok éremtáblázata íjászatban | Olimpia  |
| ----------------------------------------------------------- | ----------------------------------------------------------- | ----------------------------------------------------------- | ----------------------------------------------------------- | ----------------------------------------------------------- | -------- |
|                                                             | Ország                                                      | Arany                                                       | Ezüst                                                       | Bronz                                                       | Összesen |
| 1.                                                          | Dél-Korea (KOR)                                             | 5                                                           | 1                                                           | 1                                                           | 7        |
|                                                             |                                                             |                                                             |                                                             |                                                             |          |
| 2.                                                          | Egyesült Államok (USA)                                      | 0                                                           | 1                                                           | 1                                                           | 2        |
| 2.                                                          | Franciaország (FRA)                                         | 0                                                           | 1                                                           | 1                                                           | 2        |
| 4.                                                          | Kína (CHN)                                                  | 0                                                           | 1                                                           | 0                                                           | 1        |
| 4.                                                          | Németország (GER)                                           | 0                                                           | 1                                                           | 0                                                           | 1        |
|                                                             |                                                             |                                                             |                                                             |                                                             |          |
| 6.                                                          | Mexikó (MEX)                                                | 0                                                           | 0                                                           | 1                                                           | 1        |
| 6.                                                          | Törökország (TUR)                                           | 0                                                           | 0                                                           | 1                                                           | 1        |
|                                                             |                                                             |                                                             |                                                             |                                                             |          |
| Összesen                                                    | Összesen                                                    | 5                                                           | 5                                                           | 5                                                           | 15       |

## Érmesek
| A 2024. évi nyári olimpiai játékok érmesei íjászatban | |                                                                                                   |                                                                     |
| Versenyszám                                           | Arany                                                                                                   | Ezüst                                                                                             | Bronz                                                               |
| Férfi egyéni                                          | Kim Udzsin (Kim Woo-jin) · Dél-Korea (KOR)                                                              | Brady Ellison · Egyesült Államok (USA)                                                            | I Uszok (Lee Woo-seok) · Dél-Korea (KOR)                            |
| Férfi csapat                                          | Dél-Korea (KOR) · Kim Dzsedok (Kim Je-deok) · Kim Udzsin (Kim Woo-jin) · I Uszok (Lee Woo-seok)         | Franciaország (FRA) · Baptiste Addis · Thomas Chirault · Jean-Charles Valladont                   | Törökország (TUR) · Mete Gazoz · Ulaş Tümer · Abdullah Yıldırmış    |
| Női egyéni                                            | Im Sihjon (Lim Si-hyeon) · Dél-Korea (KOR)                                                              | Nam Szuhjon (Nam Su-hyeon) · Dél-Korea (KOR)                                                      | Lisa Barbelin · Franciaország (FRA)                                 |
| Női csapat                                            | Dél-Korea (KOR) · Cson Hunjong (Jeon Hun-young) · Im Sihjon (Lim Si-hyeon) · Nam Szuhjon (Nam Su-hyeon) | Kína (CHN) · An Csi-hszüan (An Qixuan) · Li Csia-man (Li Jiaman) · Jang Hsziao-lej (Yang Xiaolei) | Mexikó (MEX) · Ángela Ruiz · Alejandra Valencia · Ana Paula Vázquez |
| Vegyes csapat                                         | Dél-Korea (KOR) · Kim Udzsin (Kim Woo-jin) · Im Sihjon (Lim Si-hyeon)                                   | Németország (GER) · Florian Unruh · Michelle Kroppen                                              | Egyesült Államok (USA) · Brady Ellison · Casey Kaufhold             |